# JG 71 Рихтгофен
Тактический отряд Люфтваффенгашвадер 71 «Рихтгофен», ранее известный как Jagdgeschwader 71 (JG 71) Рихтгофен — авиакрыло истребителей Военно-воздушных сил Германии. JG 71 была первым действующим подразделением реактивных истребителей Западной Германии. 29 июня 2013 года последний истребитель F-4F Phantom совершил последний полет, прежде чем этот тип был снят с вооружения. В настоящее время  эскадрилья оснащена истребителями Eurofighter Typhoon.
В связи с реорганизацией военно-воздушных сил Германии, 1 октября 2013 года JG 71 была временно передана во вновь созданную тактическую группу «Рихтгофен». Теперь его головным подразделением было тактическая эскадрилья 31, размещенная на авиабазе в Нёрфенихе. 5 июля 2016 года реорганизация была отменена, и группа истребителей снова была преобразована в  авиакрыло. 

## История
Подразделение было сформировано в июне 1959 года, оснащено 50 самолетами Canadair Sabre Mk.6 и дислоцировалось на бывшей базе королевских ВВС Альхорн. Самый результативный летчик-истребитель всех времен, Эрих Хартманн, летал на «Canadair Sabre» (по общему мнению, его любимой конструкции истребителя) и таких самолётах, как Lockheed F-104 Starfighter, в составе недавно сформированного авиакрыла в конце 1950-х годов.
21 апреля 1961 года, в 43-ю годовщину смерти ротмистра Манфреда фон Рихтгофена, JG 71 получила почетное звание «Рихтгофен» от федерального президента Генриха Любке. В 1963 году JG 71 была переведена из Альхорна на авиабазу Виттмундхафен.
В мае 1963 года на вооружение немецких ВВС поступили первые истребители F-104 Starfighter. В 1974 году эскадрилья получила свои первые F-4F Phantom II, а 19 сентября 1974 года истребители подразделения были списаны. В 1988 году от второстепенной роли истребительного эскадрильи -бомбардировщика отказались, так что JG 71 теперь является исключительно истребительной эскадрильей.
JG 71 входит в состав Сил немедленного реагирования НАТО, что означает, что она должна быть готова к конструкции двенадцати самолётов за пять дней. Тем не менее, вероятность конструкции самолётов в столь короткие сроки практически равна нулю, поэтому выполнение перехватов по тревоге быстрого реагирования (QRA) в Северной Германии возложено на JG 74, которая завершила переоборудование Eurofighter в конце 2008 года. В зависимости от ситуации, разделительная линия между двумя подразделениями проходит примерно между Франкфуртом и Берлином, а JG 71 защищает северную часть Германии.
В 2007 году второй год подряд истребительной эскадрильи JG 71 было рекордсменом ВВС Германии по летной активности, налетав более 7600 часов. Подразделение находится в круглосуточной готовности к перехвату неопознанных самолётов над Германией. В период с июня по сентябрь 2008 года подразделение принимало участие в патрулировании воздушного пространства Балтии НАТО. Подразделение участвовало в развертывании воздушной полиции Балтии с 1 ноября 2009 года. В июне 2010 года шесть самолётов F-4 подразделения были переброшены в Исландию в рамках миссии НАТО по охране воздушного пространства Исландии.
В 2010 году JG 71 начала получать свои первые Eurofighter. Эскадрилья летала смешанным флотом в течение трех лет до июня 2013 года, когда были отозваны последние «Фантомы».